# Dhyanabindu upanishad
Dhyānabindu Upaniṣad (« La méditation parfaite »). fait partie du groupe des Yoga Upaniṣad et du canon Muktikā qui l'associe au Krishna Yajur Veda. Cette Upaniṣad mineure est classée trente-neuvième dans ce canon. 